# Nothocremastus indianensis
Nothocremastus indianensis là một loài tò vò trong họ Ichneumonidae.